# Xeniya Pantelieyeva
Xéniya Hennádivna Panteliéyeva –en ucraniano, Ксенія Геннадіївна Пантелєєва– (Lviv, 11 de mayo de 1994) es una deportista ucraniana que compite en esgrima, especialista en la modalidad de espada.
Ganó una medalla de bronce en el Campeonato Mundial de Esgrima de 2015, en la prueba por equipos. Participó en dos Juegos Olímpicos de Verano, ocupando el octavo lugar tanto en Londres 2012 como en Río de Janeiro 2016, en ambas ocasiones en la prueba por equipos.

## Palmarés internacional
| Campeonato Mundial | Campeonato Mundial | Campeonato Mundial | Campeonato Mundial |
| Año                | Lugar              | Medalla            | Prueba             |
| ------------------ | ------------------ | ------------------ | ------------------ |
| 2015               | Moscú (Rusia)      | Medalla de bronce  | Espada por equipos |